# بيت الورد (الطويلة)

تعديل مصدري - تعديل

بيت الورد هي إحدى قرى عزلة الضلاع الاسفل بمديرية الطويلة التابعة لمحافظة المحويت، بلغ تعداد سكانها 227 نسمة حسب تعداد اليمن لعام 2004.